# Live Music Festival
Live Music Festival – cykliczny festiwal odbywający się w Krakowie od 2006 w sierpniu. Organizatorem imprezy jest agencja koncertowa Alter Art.
Festiwal został nominowany do prestiżowej nagrody UK Festival Awards 2009, w kategorii Best Overseas Festival, czyli na najlepszy festiwal odbywający się poza Wielką Brytanią – na kontynencie europejskim.
Po edycji Coke Live Music Festival z 2013 roku Coca-Cola wycofała się ze sponsorowania imprezy, w związku z czym w roku 2014 festiwal się nie odbył. W kolejnych latach festiwal powrócił we współpracy z miastem Kraków oraz pod nową nazwą: Kraków Live Festival. Po zakończonej edycji w 2019 roku, organizatorzy zapowiedzieli, że festiwal powróci w dniach 21-22 sierpnia 2020 roku, jednakże ze względu na kryzys epidemiczny, pomimo zaawansowanych prac organizacyjnych, organizatorzy ogłosili, że edycja 2020 się nie odbędzie. Jednocześnie zapowiedziano wtedy, że kolejna edycja odbędzie się w sierpniu 2021 roku, jednak ta również się nie odbyła z tych samych względów. Festiwal po dwóch latach przerwy powrócił w 2022 roku z czternastą edycją, a w dwóch kolejnych latach ponownie został odwołany: w 2023 roku bez podania oficjalnej przyczyny, zaś w 2024 roku z przyczyn logistycznych dotyczących miejsca imprezy.

## Edycje

### Coke Live Music Festival 2006
Pierwsza edycja festiwalu trwała jeden dzień i odbyła się 9 września 2006 na bocznym boisku Wisły Kraków. Gwiazdami imprezy byli Jay-Z i Shaggy, planowany był również występ brytyjskiego girlsbandu Sugababes. Ostatecznie wokalistki odwołały swój koncert z przyczyn osobistych (choroba bliskiej osoby jednej z członkiń zespołu). W składzie imprezy znaleźli się także polscy artyści, m.in. Tatiana Okupnik, Reni Jusis, Vavamuffin, Numer Raz, Dj Deszczu Strugi i EastWest Rockers.

### Coke Live Music Festival 2007
Festiwal odbył się w dniach 24-25 sierpnia 2007. Głównymi gwiazdami imprezy byli Rihanna, Faithless, Akon, Lily Allen i Common, na terenie Muzeum Lotnictwa wystąpili również m.in. Brainstorm, S.U.N, Maleo Reggae Rockers, O.S.T.R, Łona, Molesta Ewenement i Tomek Makowiecki.

### Coke Live Music Festival 2008
Festiwal odbył się w dniach 22-23 sierpnia 2008. Wystąpili m.in. Timbaland, The Prodigy, Sean Paul, Missy Elliott i Kaiser Chiefs. Z polskich artystów można było zobaczyć m.in. Sokół feat. Pono, Pezeta, Indios Bravos, Afromental, The Car Is on Fire.

### Coke Live Music Festival 2009
Czwarta edycja CLMF odbyła się w dniach 20-22 sierpnia 2009 na terenie lotniska przy Muzeum Lotnictwa Polskiego w Krakowie.
W czwartek 20 sierpnia imprezę rozpoczął koncert polskiej grupy We Call It a Sound – zespół ten wygrał konkurs Coke Live Fresh Noise 2009, wspierający młode talenty. Następnie na głównej scenie pojawiły się zespoły The Streets i James (ten ostatni wykonał m.in. utwory Sit Down, Space, Not So Strong). Największą atrakcją pierwszego dnia był występ grupy The Killers, która odegrała m.in. Human, Somebody Told Me, When You Were Young, Jenny Was a Friend of Mine.
W piątek 21 sierpnia na występy na głównej scenie rozpoczął łódzki raper O.S.T.R., po nim pojawił się Gentleman. Około godziny 21 wystąpił Lupe Fiasco, który wykonał m.in. utwory Hip Hop Saved My Life, Superstar, Daydreamin i Shining Down. O godzinie 23 na scenę wszedł 50 Cent, prezentując m.in. Ayo Technology, Get Up, Candy Shop, Patiently Waiting. 
W sobotę 22 sierpnia na głównej scenie pojawili się Abradab, zespół Madcon, Shaggy (który wykonał m.in. Mr. Lover Lover, Mr. Boombastic, Angel, Fly High) i Nas.
Na małej scenie wystąpiły m.in. zespoły Vavamuffin, EastWest Rockers, Łąki Łan, June, Kumka Olik, Coma oraz soliści Marika i Junior Stress.
Według szacunków organizatorów, na terenie Muzeum lotnictwa polskiego w Krakowie bawiło się przeszło 30 tys. osób.

### Coke Live Music Festival 2010
5 edycja festiwalu odbyła się w dniach 20-21 sierpnia, podobnie jak poprzednie edycje, na terenie Muzeum Lotnictwa w Krakowie.
W piątek 20 sierpnia na scenie głównej wystąpili: zespół Sofa, N.E.R.D, 30 Seconds to Mars oraz gwiazda wieczoru: The Chemical Brothers, natomiast na mniejszych scenach- Coke Stage: Rotten Bark, CF98, donGURALesko, L.Stadt, Burn Stage: Spox, V/A Team, Sorry, Ghettoblasters, Plastic vs. Pono i Mentalcut.
W sobotę 21 sierpnia na scenie głównej (Main Stage) koncert rozpoczął zespół Muchy, następnie zagrał brytyjski zespół The Big Pink, który wykonał m.in. utwory Dominos, Too young to Love i Crystal Visions, o godzinie 21.00 zagrali Panic! at the Disco wykonując m.in. utwory I Write Sins not Tragedies, Nine in the Afternoon, Build God Then Well Talk, But It’s Better If You Do. O 23.00 wystąpiła gwiazda tegorocznego Coke Live Music Festival- zespół Muse, który przy pokazie laserów, świateł i sztucznych ogni zaprezentowali takie przeboje jak: New Born, Knights of Cydonia, Plug in Baby, Bliss, Undisclosed Desires, Starlight i Uprising.
Na scenie Coke Stage wystąpili: The Natural Born Chillers, Irena, Eldo i Fox. Na scenie Burn Stage zagrali kolejno: Buszkers, Zeepy Zep, Duofonk, Mosqitoo i Last Robots.
Według organizatorów piąta edycja Coke Live Music Festival zdobyła rekordową publiczność w liczbie ponad 45 tys. osób.

### Coke Live Music Festival 2011
Szósta edycja krakowskiego festiwalu odbyła się na terenie Muzeum Lotnictwa. Festiwal odbył się w dniach 19-20 sierpnia 2011, i podobnie jak na poprzednich edycjach uczestnicy mieli możliwość posłuchania zespołów na 3 scenach - głównej Main Stage, oraz dwóch mniejszych Coke Stage i Burn Stage.
19 sierpnia na głównej scenie wystąpili kolejno: o 17:30 You Me At Six, o 19 White Lies, o 21 The Kooks i o 23 headliner – Interpol.
Na Coke Stage wystąpili: Vallium, Out of Tune, Kid Cudi oraz grupa Parias.
Na Burn Stage wystąpili: Burn Studios, Olivia Anna Livki oraz Maximilian Skiba.
Drugiego dnia festiwalu na głównej scenie zagrali: o 17:30 Pablopavo i Ludziki, o 19 Everything Everything, o 21 Editors  i o 23 największa gwiazda festiwalu Kanye West, który zagrał 2-godzinny show.
Na Coke Stage wystąpili: Popkultura, Fonovel, Łona Weber & the Pimps, Gooral.
Na Burn Stage wystąpili: Burn Studios, Club Collab, Rubber Dots oraz Envee.
Według organizatorów na festiwalu bawiło się około 30 tys. osób.

### Coke Live Music Festival 2012
Siódma edycja festiwalu odbyła się w dniach 11–12 sierpnia 2012 na terenie Muzeum Lotnictwa w Krakowie
Wystąpili następujący artyści:
- 11 sierpnia: The Killers, The Roots, Kim Nowak, Cool Kids of Death, Mystery Jets, Fair Weather Friends, KAMP! oraz Pezet i Małolat;
- 12 sierpnia: Placebo, Snoop Dogg, Tabasko, Muchy, Crystal Fighters, Spector, Keira is you oraz Azari & III.

### Coke Live Music Festival 2013
Ósma edycja tradycyjnie już odbyła się na terenie Muzeum Lotnictwa w Krakowie w dniach 9–10 sierpnia 2013. Line up charakteryzował się nowym pomysłem na festiwal, postawiono głównie na mainstreamowy rock. Po raz pierwszy headlinerem nie był żaden przedstawiciel amerykańskiego hip-hopu.
Wystąpili następujący artyści:
- 9 sierpnia: Franz Ferdinand, Biffy Clyro, Regina Spektor, Brodka, Bisz B.O.K Live Band, Mela Koteluk, Magnificent Muttley, Dawid Podsiadło;
- 10 sierpnia: Florence and the Machine, Wu-Tang Clan, Katy B, Marika & Spokoarmia, très.b, The Cribs.

### Kraków Live Festival 2015
Dziewiąta edycja festiwalu. Impreza powróciła po roku nieobecności oraz z nowym partnerem - miastem Kraków. Trwała 3 dni, 20-22 sierpnia, wyjątkowo odbywając się na Błoniach. Festiwal w tym roku skupiał się na bardziej alternatywnych brzmieniach.
Wystąpili następujący artyści:
- 20 sierpnia: Foals, The Maccabees, Ratatat, Viet Cong, Aurora, Low Roar, Taco Hemingway, Kamp!;
- 21 sierpnia: Kendrick Lamar, Future Islands, TV on The Radio, Wild Beasts, MØ, Rasmentalism, Bokka;
- 22 sierpnia: Rudimental, O.S.T.R..

### Kraków Live Festival 2016
Dziesiąta edycja festiwalu. Impreza powróciła na teren Muzeum Lotnictwa Polskiego oraz do bardziej popowego programu. Line-up w tym roku został także poszerzony o elektronikę oraz alternatywny rock. Odbyła się w dniach 19–21 sierpnia 2016.
Wystąpili następujący artyści:
- 19 sierpnia: Massive Attack, Sia, Damian „Jr. Gong” Marley, Algiers, Young Fathers, Natalia Nykiel, Julia Marcell, Coals, Terrific Sunday;
- 20 sierpnia: The Chemical Brothers, Roisin Murphy, The Neighbourhood, Cage The Elephant, Hey, Kortez, The Dumplings, Jóga;
- 21 sierpnia: Muse, Organek.

### Kraków Live Festival 2017
Jedenasta edycja festiwalu. Impreza powróciła do swojego tradycyjnego stylu, oferując przede wszystkim muzykę pop oraz hip-hop. W tym roku festiwal trwał dwa dni: 18–19 sierpnia 2017.
Wystąpili następujący artyści:
- 18 sierpnia: Ellie Goulding, Alt-J, Travis Scott, Birdy, Ten Typ Mes, Pablopavo i Ludziki, Bovska, Piotr Zioła;
- 19 sierpnia: Lana Del Rey, Wiz Khalifa, Nick Murphy fka Chet Faker, Rejjie Snow, Pezet, xxanaxx, Ralph Kamiński, Holak.

### Kraków Live Festival 2018
Dwunasta edycja festiwalu, skupiona przede wszystkim wokół hip-hopu. Jak podali organizatorzy, na festiwalu padł rekord frekwencji.
Wystąpili następujący artyści:
- 17 sierpnia: Kendrick Lamar, Die Antwoord, Stormzy, Unknown Mortal Orchestra, Mery Spolsky, Daria Zawiałow, Sonbird, Bass Astral x Igo;
- 18 sierpnia: A$AP Rocky, Martin Garrix, Jessie Ware, Headie One, Sokół, Kamp!, Linia Nocna, Jan-rapowanie.

### Kraków Live Festival 2019
W trzynastej edycji festiwalu wystąpili następujący artyści:
- 16 sierpnia: DJ Snake, Macklemore, Aurora, Ski Mask the Slump God, Krzysztof Zalewski, Natalia Nykiel, Marcelina, Tuzza;
- 17 sierpnia: Post Malone, Calvin Harris, Years & Years, Masego, PRO8L3M, Rosalie., Król, Kacperczyk.

### Kraków Live Festival 2022
W 2022 roku festiwal powrócił po latach przerwy z czternastą edycją, na której wystąpili:
- 19 sierpnia: Future, Lewis Capaldi, Taco Hemingway, Young Leosia, Oki, Kacperczyk, Julia Wieniawa, Mimi Webb;
- 20 sierpnia: Halsey, Ava Max, Anne-Marie, Jan-Rapowanie, White 2115, Parcels, Kinny Zimmer, Rosalie..